# Гуля, Адриан
Адриан Гуля (словац. Adrián Guľa; род. 29 июня 1975, Новаки) — словацкий футбольный тренер, в прошлом — футболист, выступал на позиции полузащитника.

## Карьера игрока
Адриан Гуля за свою профессиональную игровую карьеру выступал за словацкие и чешские клубы «Прьевидза», «Опава», «Яблонец 97», «Пухов», «Виктория Жижков», «Интер» (Братислава).

## Карьера тренера
Гуля добился гораздо большего успеха в качестве тренера и работает в тандеме со своим помощником Марианом Зименом. С ноября 2009 года по июнь 2013 года возглавлял клуб «Тренчин», с которым добился успеха и смог выйти из второй лиги.
Летом 2013 года стал тренером клуба «Жилина», где начал работать с молодыми игроками. В сезоне 2013/14 «Жилина» сохранила прописку в лиге, заняв 9-е место.
Сезон 2014/15 команда начала превосходно и в зимний перерыв занимала первую строчку в турнирной таблице. Однако во второй половине чемпионата «Жилина» начала терять очки и заняла в итоге второе место, а чемпионом стал «Тренчин». В сезоне 2016/17 Гулей заинтересовались несколько польских клубов, а также пражская «Спарта». Владелец «Жилины» Йозеф Антошик не отпустил его и продлил с тренером контракт до 2020 года. В сезоне 2016/17 под руководством Гули «Жилина» стала чемпионом Словакии.
В сезоне 2018/19 был главным тренером молодёжной сборной Словакии.
1 января 2020 года возглавил пльзеньскую «Викторию», сменив на посту Павла Врба.
14 января 2025 года объявлено о назначении Гуля главным тренером латвийского клуба "Рига". 

## Достижения

### Как тренера
Жилина
- Чемпион Словакии: 2016/17